# Mosa (Unterbreizbach)
Mosa ist eine Hofgemeinde, jetzt Ortsteil, von Unterbreizbach im Wartburgkreis in Thüringen.

## Lage
Die Hofgemeinde Mosa liegt im südwestlichen Teil der Gemeinde Unterbreizbach. Die Kreisstraße 103 verbindet verkehrsmäßig den Ort mit dem Umland und der Bundesstraße 84. Die geographische Höhe des Ortes beträgt 332 m ü. NN.

## Geschichte
Die urkundliche Ersterwähnung der Hofgemeinde Mosa fand 1328 statt. Die Flur umfasst 209 Hektar. Traditionell betrieben die Bauern Land- und Forstwirtschaft. 1956 war Mosa laut Gemeindeverzeichnis DDR ein Ortsteil der Gemeinde Deicheroda (Territorialer Grundschlüssel 110111). 1975 wurden die Hofgemeinden Deicheroda, Mühlwärts, Hüttenroda und Mosa auf Beschluss des Rates des Kreises Bad Salzungen nach Sünna eingemeindet und sind seit 1996 Ortsteil der Gemeinde Unterbreizbach. 72 Personen leben 2012 in der Hofgemeinde.